# COMS 1
O COMS 1 (também conhecido por GEO-Kompsat 1 e Chollian 1) é um satélite de comunicação geoestacionário sul-coreano construído pela EADS Astrium, ele está localizado na posição orbital de 128 graus de longitude leste e é operado pela Instituto de Pesquisa Aeroespacial da Coreia (KARI). O satélite foi baseado na plataforma AstroBus-L e sua expectativa de vida útil é de 7 anos.

## História
A EADS Astrium foi contrata em maio de 2005 pela Instituto de Pesquisa Aeroespacial da Coreia, KARI, para projetar e fabricar o primeiro satélite geoestacionário multifuncional sul-coreano, o COMS  (Communication, Ocean and Meteorological Satellite) ou Chollian.
O satélite altamente avançado COMS 1 tem três cargas: um para meteorologia, um para observação oceânica e um para comunicação. O COMS 1 fornece dados de meteorologia para todo o mundo, dados oceanográficos para a península coreana e serviços de comunicações experimentais em banda Ka, tudo a partir de sua posição orbital de 128 graus de longitude leste para os usuários finais.

## Lançamento
O satélite foi lançado com sucesso ao espaço no dia 26 de junho de 2010, às 21:41 UTC, por meio de um veiculo Ariane-5ECA, lançado a partir do Centro Espacial de Kourou, na Guiana Francesa, juntamente com Arabsat 5A. Ele tinha uma massa de lançamento de 2.460 kg.

## Capacidade e cobertura
O COMS 1 edtá equipado com transponders de banda S/L e banda Ka para fornecer serviços para a Península da Coreia.